# German MMA Championship

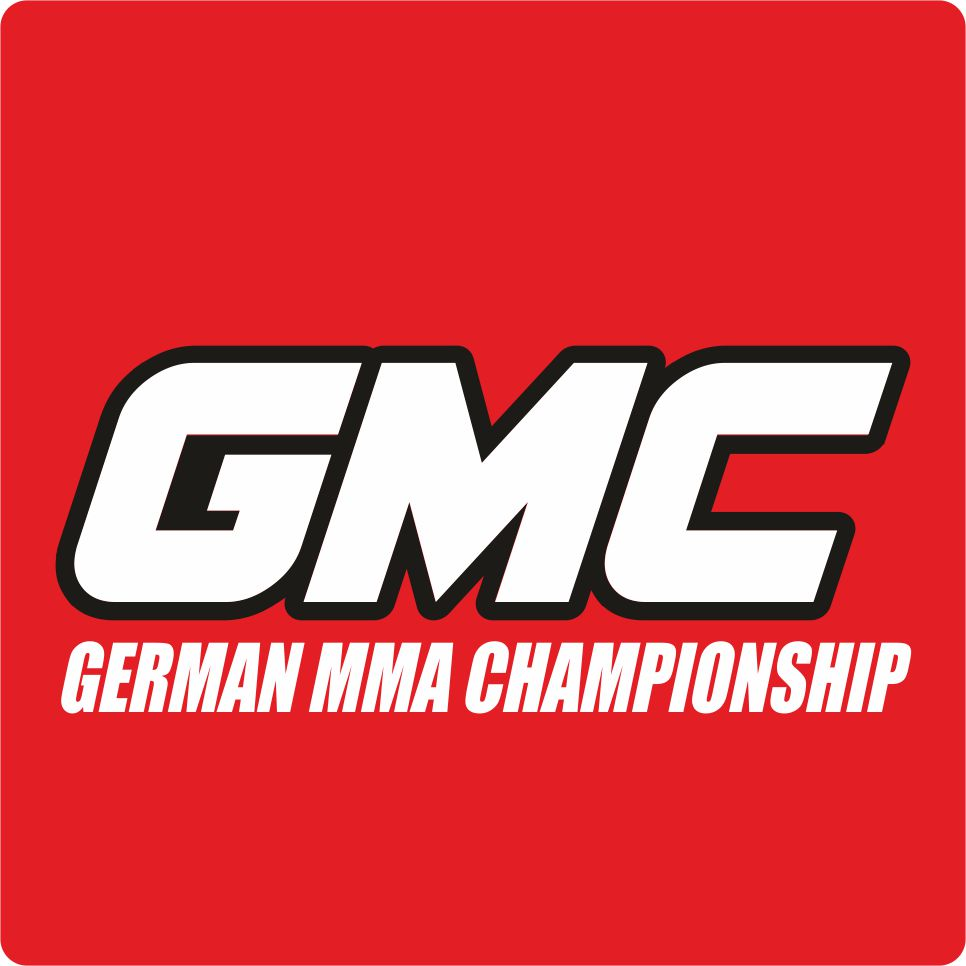
Logo GMC

German MMA Championship (GMC) – niemiecka organizacja promująca walki mma z siedzibą w Gelsenkirchen.

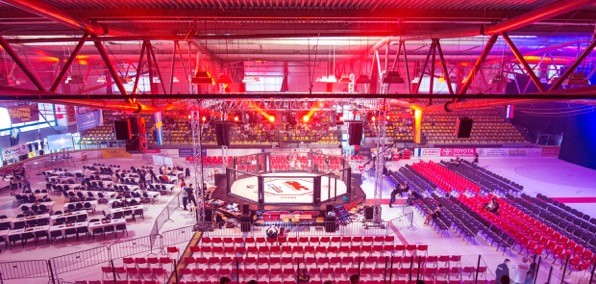
Gala GMC 4: Next Level (06.07.2013)

## Historia

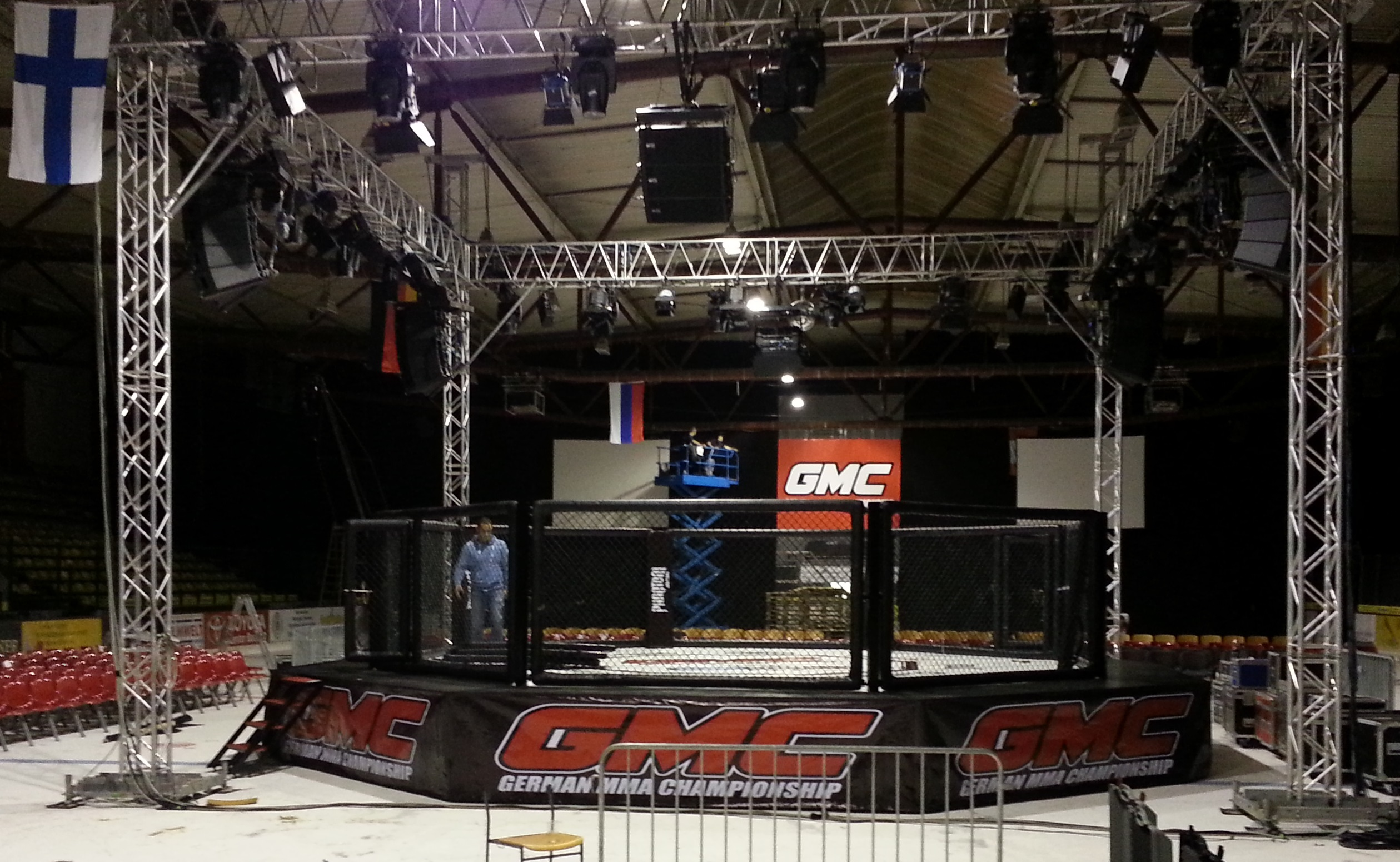
Oktagon GMC

Pierwsza gala GMC odbyła się 29 maja 2010 roku w niemieckim Herne. W walce wieczoru Carlos Eduardo Rocha pokonał przez duszenie trójkątne rękami Fatiha Balciego. 9 października 2010 na gali GMC 2 odbyły się dwa pierwsze pojedynki o pasy mistrzowskie German MMA Championship. W walce o tytuł mistrza kategorii półciężkiej (do 93 kg) Jonas Billstein pokonał Mathiasa Schucka przez nokaut w piątej rundzie. Pierwszy pas kategorii półśredniej (do 77 kg) przypadł Christianowi Eckerlinowi, który pokonał Polaka Piotra Hallmanna przez nokaut techniczny w czwartej rundzie pojedynku.

## Zasady i reguły walki
- walki toczone są na zasadach German Unified Rules of Mixed Martial Arts
- pojedynek odbywa się w ośmiokątnej klatce o średnicy 9,75 m.
- pojedynek trwa 3 rundy po 5 minut
- walka o mistrzostwo trwa 5 rund po 5 minut
- przerwa między walkami trwa 1 minutę

## Kategorie wagowe
- Kogucia (do 61 kg / 135 lb)
- Piórkowa (do 66 kg / 145 lb)
- Lekka (do 70 kg / 155 lb)
- Półśrednia (do 77 kg / 170lb)
- Średnia (do 84 kg / 185 lb)
- Półciężka (do 93 kg / 205 lb)
- Ciężka (do 120 kg / 265 lb)
- Superciężka (powyżej 120 kg / 265 lb)

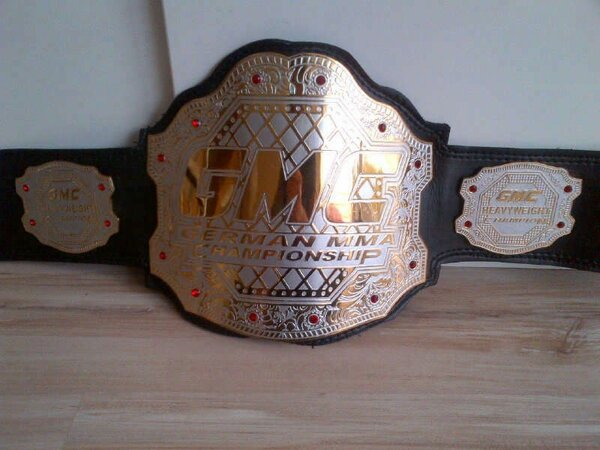
Pas mistrzowski GMC

## Mistrzowie
| Kategoria  | Waga      | Mistrz             | Od                            | Obrony tytułu |
| ---------- | --------- | ------------------ | ----------------------------- | ------------- |
| Ciężka     | do 120 kg | Stephan Pütz       | 7 marca 2020 (GMC 24)         | 0             |
| Półciężka  | do 93 kg  | Stephan Pütz       | 1 września 2018 (GMC 16)      | 0             |
| Średnia    | do 84 kg  | Christian Eckerlin | 23 marca 2019 (GMC 19)        | 0             |
| Półśrednia | do 77 kg  | Kerim Engizek      | 23 września 2017 (GMC 12)     | 2             |
| Superlekka | do 74 kg  | Nordin Asrih       | 23 marca 2019 (GMC 19)        | 0             |
| Lekka      | do 70 kg  | Mohamed Grabiński  | 19 listopada 2016 (GMC 9)     | 2             |
| Piórkowa   | do 66 kg  | Saba Bolaghi       | 12 października 2019 (GMC 22) | 1             |
| Kogucia    | do 61 kg  | Taylor Lapilus     | 24 lutego 2018 (GMC 14)       | 0             |
| Musza      | do 57 kg  | Dimitar Kostov     | 23 września 2017 (GMC 12)     | 0             |

### Historia

#### Waga ciężka (do 120 kg)
| Nr | Mistrz                                          | Od                    | Do          | Obrony tytułu |
| -- | ----------------------------------------------- | --------------------- | ----------- | ------------- |
| 1. | Andreas Kraniotakes (pokonał Dritana Barjamaja) | 6 lipca 2013 (GMC 4)  | lipiec 2017 |               |
| 2. | Stephan Pütz                                    | 7 marca 2020 (GMC 24) | aktualny    |               |

#### Waga półciężka (do 93 kg)
| Nr                                                                  | Mistrz                                        | Od                          | Do                       | Obrony tytułu                                                                                          |
| ------------------------------------------------------------------- | --------------------------------------------- | --------------------------- | ------------------------ | --- |
| 1.                                                                  | Jonas Billstein (pokonał Mathiasa Schucka)    | 9 października 2010 (GMC 2) | 7 listopada 2015 (GMC 7) | - pokonał Martina Zawadę 6 lipca 2013 (GMC 4)                                                          |
| 2.                                                                  | Joachim Christensen                           | 7 listopada 2015 (GMC 7)    | 15 lipca 2016            | |
| Christensen zwakował tytuł w związku z podpisaniem kontraktu z UFC. |                                               |                             |                          | |
| 3.                                                                  | Martin Zawada (pokonał Andreasa Kraniotakesa) | 7 stycznia 2017 (GMC 10)    | b/d                      | |
| Zawada został pozbawiony pasa mistrzowskiego.                       |                                               |                             |                          | |
| 4.                                                                  | Jan Gottvald (pokonał Marco Knoebela)         | 30 czerwca 2018 (GMC 15)    | 1 września 2018 (GMC 16) | |
| 5.                                                                  | Stephan Pütz                                  | 1 września 2018 (GMC 16)    | aktualny                 | - pokonał Joachim Christensen 23 marca 2019 (GMC 19) - pokonał Idris Amizhaev 29 czerwca 2019 (GMC 20) |

#### Waga średnia (do 84 kg)
| Nr | Mistrz                                          | Od                       | Do              | Obrony tytułu |
| -- | ----------------------------------------------- | ------------------------ | --------------- | ------------- |
| 1. | Abu Azaitar (pokonał Rafała Lewonia)            | 18 kwietnia 2015 (GMC 6) | 1 stycznia 2016 |               |
| 2. | Christian Eckerlin (pokonał Nihada Nasufovicia) | 23 marca 2019 (GMC 19)   |                 |               |

#### Waga półśrednia (do 77 kg)
| Nr                                                             | Mistrz                                           | Od                          | Do                   | Obrony tytułu                                                                                            |
| -------------------------------------------------------------- | ------------------------------------------------ | --------------------------- | -------------------- | --- |
| 1.                                                             | Christian Eckerlin (pokonał Piotra Hallmanna)    | 9 października 2010 (GMC 2) |                      | |
| Eckerlin zwakował tytuł.                                       |                                                  |                             |                      | |
| 2.                                                             | Abusupijan Magomiedow (pokonał Jessina Ayariego) | 16 lutego 2013 (GMC 3)      | 6 lipca 2013 (GMC 4) | |
| 3.                                                             | Rafał Moks                                       | 6 lipca 2013 (GMC 4)        | 12 stycznia 2016     | |
| Moks został pozbawiony pasa w związku z niepodjęciem obrony.   |                                                  |                             |                      | |
| 4.                                                             | Kerim Engizek (pokonał Pawła Żelazowskiego)      | 19 listopada 2016 (GMC 9)   | sierpień 2017        | |
| Engizek został pozbawiony pasa w związku z niepodjęciem obrony |                                                  |                             |                      | |
| 5.                                                             | Loik Radzhabov                                   | 23 września 2017 (GMC 12)   | 8 grudnia 2017       | |
| Radzhabov zwakował tytuł mistrzowski                           |                                                  |                             |                      | |
| 6.                                                             | Kerim Engizek (pokonał Giovanniego Melillo)      | 16 grudnia 2017 (GMC 13)    | aktualny             | - pokonał Thibaud Larcheta 1 września 2018 (GMC 16) - pokonał Leonardo Sinisa 9 listopada 20189 (GMC 23) |

#### Waga superlekka (do 74 kg)
| Nr | Mistrz                               | Od                     | Do       | Obrony tytułu |
| -- | ------------------------------------ | ---------------------- | -------- | ------------- |
| 1. | Nordin Asrih (pokonał Ivana Musardo) | 23 marca 2019 (GMC 19) | aktualny |               |

#### Waga lekka (do 70 kg)
| Nr                                                                  | Mistrz                                  | Od                        | Do            | Obrony tytułu |
| ------------------------------------------------------------------- | --------------------------------------- | ------------------------- | ------------- | --- |
| 1.                                                                  | Ruben Crawford (pokonał Nayeba Hezama)  | 16 lutego 2013 (GMC 3)    |               | |
| Crawford zwakował tytuł.                                            |                                         |                           |               | |
| 2.                                                                  | Djamil Chan (pokonał Bakera Barakata)   | 18 kwietnia 2015 (GMC 6)  | 4 lutego 2016 | - pokonał Mohameda Grabinskiego 7 listopada 2015 (GMC 7)                                                                                              |
| Chan zwakował tytuł w związku z podpisaniem kontraktu z Bellatorem. |                                         |                           |               | |
| 3.                                                                  | Mohamed Grabinski (pokonał Paolo Boera) | 19 listopada 2016 (GMC 9) | aktualny      | - pokonał Mohammeda Sadoka Trabelsiego 1 września 2018 (GMC 16) - pokonał Jivko Stoimenov 26 września 2020 (GMC Fight Night: Grabinski vs. Stoimenov) |

#### Waga piórkowa (do 66 kg)
| Nr         | Mistrz                                     | Od                            | Do                            | Obrony tytułu                                       |
| ---------- | ------------------------------------------ | ----------------------------- | ----------------------------- | --------------------------------------------------- |
| 1.         | Lom-Ali Eskijew (pokonał Attilę Korkomaza) | 13 września 2014 (GMC 5)      | grudzień 2016                 | - pokonał Sabę Bolaghiego 19 listopada 2016 (GMC 9) |
| Tymczasowy | Taylor Lapilus (pokonał Ömera Solmaza)     | 16 grudnia 2017 (GMC 13)      | 2018                          |                                                     |
| 2.         | Ömer Solmaz (pokonał Felixa Schiffartha)   | 2 lutego 2019 (GMC 18)        | 12 października 2019 (GMC 22) |                                                     |
| 3.         | Saba Bolaghi (pokonał Ömera Solmaza)       | 12 października 2019 (GMC 22) | aktualny                      | - pokonał Felipe Maię 7 marca 2020 (GMC 24)         |

#### Waga kogucia (do 61 kg)
| Nr | Mistrz                                      | Od                       | Do            | Obrony tytułu |
| -- | ------------------------------------------- | ------------------------ | ------------- | ------------- |
| 1. | Saba Bolaghi (pokonał Wugara Bahszjewa)     | 7 listopada 2015 (GMC 7) | listopad 2016 |               |
| 2. | Taylor Lapilus (pokonał Farboda Irannejada) | 24 lutego 2018 (GMC 14)  | aktualny      |               |

#### Waga musza (do 57 kg)
| Nr | Mistrz                                 | Od                        | Do       | Obrony tytułu                                                        |
| -- | -------------------------------------- | ------------------------- | -------- | -------------------------------------------------------------------- |
| 1. | Dimitar Kostov (pokonał Saida Eidiego) | 23 września 2017 (GMC 12) | aktualny | - pokonał Adriano Andre Colazingariego 12 października 2019 (GMC 22) |

## Polacy, którzy walczyli na galach GMC
- Jacek Adamczyk
- Marcin Bandel
- Dawid Baziak
- Rafał Błachuta
- Anna Fucz
- Piotr Hallmann
- Rafał Lewoń
- Mateusz Łukieńczuk
- Grzegorz Maciejewski
- Nikodem Miastkowski
- Michał Michalski
- Enrico Muchorowski
- Rafał Moks
- Marcin Naruszczka
- Kamila Porczyk
- Łukasz Sajewski
- Artur Szczepaniak
- Łukasz Szczerek
- Daniel Skibiński
- Sebastian Tronina
- Paweł Żelazowski
- Siarhei Varabyou

## Lista gal GMC[5]
| Nr. | Nazwa gali                                  | Data       | Miejsce                           |
| --- | ------------------------------------------- | ---------- | --------------------------------- |
| 61. | GMC 37: Nickel vs. Al-Khabbaz               | 02.03.2024 | GMC Arena - Gelsenkirchen         |
| 60. | GMC 36: Wesner vs. Cadena                   | 16.12.2023 | GMC Arena - Gelsenkirchen         |
| 59. | GMC 35: Kostov vs. Leonidou                 | 14.10.2023 | GMC Arena - Gelsenkirchen         |
| 58. | GMC Fight Night 16: Al-Khabbaz vs. Gamal    | 26.08.2023 | GMC Arena - Gelsenkirchen         |
| 57. | GMC 34: França vs. Smolik II                | 20.05.2023 | Rudolf Weber Arena - Oberhausen   |
| 56. | GMC Special Fight Series: Breuer vs. Honert | 06.05.2023 | GMC Arena - Gelsenkirchen         |
| 55. | GMC Olympix 130: Van Troost vs. Loria       | 23.04.2023 | GMC Arena - Gelsenkirchen         |
| 54. | GMC Olympix 127: Mandru vs. Hasko           | 25.03.2023 | GMC Arena - Gelsenkirchen         |
| 53. | GMC 33: Hosseini vs. Schuster               | 18.03.2023 | GMC Arena - Gelsenkirchen         |
| 52. | GMC 32: Zarabi vs. Bajrami                  | 04.02.2023 | GMC Arena - Gelsenkirchen         |
| 51. | GMC Olympix 123: Gündüz vs. Makarenco       | 28.01.2023 | Tamado - Brema                    |
| 50. | GMC Olympix 122: Butko vs. Jaschinski       | 14.01.2023 | GMC Arena - Gelsenkirchen         |
| 49. | GMC Olympix 120: Wolf vs. Al Lahib          | 17.12.2022 | GMC Arena - Gelsenkirchen         |
| 48. | GMC 31: Romanov vs. Smolik                  | 03.12.2022 | GMC Arena - Gelsenkirchen         |
| 47. | GMC Olympix 119: Kotchoyan vs. Khan         | 19.11.2022 | Rudolf Weber Arena - Oberhausen   |
| 46. | GMC 30: Noso Pedro vs. Zeitner              | 15.10.2022 | Rudolf Weber Arena - Oberhausen   |
| 45. | GMC 29: Ott vs. Wesner                      | 17.09.2022 | edel-optics.de Arena - Hamburg    |
| 44. | GMC 28: França vs. Smolik                   | 06.08.2022 | King's Resort - Rozvadov          |
| 43. | GMC Fight Night 15: Cengiz vs. Smolik       | 25.06.2022 | GMC Arena - Gelsenkirchen         |
| 42. | GMC 27: Spirko vs. Evdokimov                | 28.05.2022 | Rudolf Weber Arena - Oberhausen   |
| 41. | GMC Fight Night 14: Wesner vs. Gvasalia     | 02.04.2022 | Berlin Fight House IQ - Berlin    |
| 40. | GMC Fight Night 13: Ucar vs. Evdokimov      | 05.03.2022 | GMC Arena - Gelsenkirchen         |
| 39. | GMC Fight Night 12: Adamia vs. Walid        | 29.01.2022 | Alma Park - Gelsenkirchen         |
| 38. | GMC Amateur Olympix 98                      | 18.12.2021 | GMC Headquarter - Gelsenkirchen   |
| 37. | GMC 26: Smolik vs. Wesner                   | 27.11.2021 | König Pilsener Arena - Oberhausen |
| 36. | GMC Fight Night 11: Musaev vs. Eidi         | 30.10.2021 | Alma Park - Gelsenkirchen         |
| 35. | GMC Fight Night: Kartal vs. da Silva        | 18.09.2021 | Alma Park - Gelsenkirchen         |
| 34. | GMC Fight Night: Smolik vs. Aminzade        | 24.07.2021 | Alma Park - Gelsenkirchen         |
| 33. | GMC Fight Night: Aksu vs. Janßen            | 19.06.2021 | Alma Park - Gelsenkirchen         |
| 32. | GMC Fight Night: Engizek vs. Puranovic      | 22.05.2021 | Alma Park - Gelsenkirchen         |
| 31. | GMC Fight Night: Zeitner vs. Agaev          | 24.04.2021 | GMC Headquarter - Gelsenkirchen   |
| 30. | GMC Fight Night: Massafra vs. Aktas         | 20.03.2021 | GMC Headquarter - Gelsenkirchen   |
| 29. | GMC Fight Night: Özyildirim vs. Risch       | 27.02.2021 | GMC Headquarter - Gelsenkirchen   |
| 28. | GMC Olympix 84                              | 24.10.2020 | GMC Headquarter - Gelsenkirchen   |
| 27. | GMC Fight Night: Grabinski vs. Stoimenov    | 26.09.2020 | Samonte Beach Club - Duisburg     |
| 26. | GMC Fight Night: Jarman vs Baal             | 29.08.2020 | Samonte Beach Club - Duisburg     |
| 25. | GMC 24                                      | 07.03.2020 | Audi Dome - Monachium             |
| 24. | GMC Olimpix: Day of Martial Arts            | 15.02.2020 | Messe Niederrhein - Duisburg      |
| 23. | GMC 23                                      | 9.11.2019  | König-Pilsener-ARENA - Oberhausen |
| 22. | GMC 22                                      | 12.10.2019 | Edel Optics Arena - Hamburg       |
| 21. | GMC 21                                      | 7.09.2019  | LANXESS Arena - Kolonia           |
| 20. | GMC 20                                      | 29.06.2019 | Tempodrom - Berlin                |
| 19. | GMC 19                                      | 23.03.2019 | Audi Dome - Monachium             |
| 18. | GMC 18                                      | 2.02.2019  | edel-optics.de Arena - Hamburg    |
| 17. | GMC 17                                      | 13.10.2018 | CASTELLO Düsseldorf - Düsseldorf  |
| 16. | GMC 16                                      | 1.09.2018  | LANXESS Arena - Kolonia           |
| 15. | GMC 15                                      | 30.06.2018 | Ratiopharm Arena - Neu-Ulm        |
| 14. | GMC 14                                      | 24.02.2018 | Europahalle - Castrop-Rauxel      |
| 13. | GMC 13                                      | 16.12.2017 | CASTELLO Düsseldorf - Düsseldorf  |
| 12. | GMC 12                                      | 23.09.2017 | Europahalle - Castrop-Rauxel      |
| 11. | GMC 11                                      | 22.04.2017 | Europahalle - Castrop-Rauxel      |
| 10. | GMC 10                                      | 07.01.2017 | Inselparkhalle - Hamburg          |
| 9.  | GMC 9                                       | 19.11.2016 | Europahalle - Castrop-Rauxel      |
| 8.  | GMC 8                                       | 16.04.2016 | Europahalle - Castrop-Rauxel      |
| 7.  | GMC 7                                       | 07.11.2015 | Europahalle - Castrop-Rauxel      |
| 6.  | GMC 6                                       | 18.04.2015 | Europahalle - Castrop-Rauxel      |
| 5.  | GMC 5                                       | 13.09.2014 | Europahalle - Castrop-Rauxel      |
| 4.  | GMC 4: Next Level                           | 06.07.2013 | Gysenberghalle – Herne            |
| 3.  | GMC 3: Cage Time                            | 16.02.2013 | Ruhrstadt Arena – Herne           |
| 2.  | GMC 2: Continued                            | 08.10.2010 | Ruhrstadt Arena – Herne           |
| 1.  | GMC 1: The Beginning                        | 29.05.2010 | Ruhrstadt Arena – Herne           |